# Alberta Figari
Alberta Figari (Milano, 30 gennaio 1964) è una dirigente d'azienda italiana.

## Biografia
Laureata in giurisprudenza nel 1988 all'Università di Milano, iscritta all'Albo degli Avvocati di Milano dal 1992 e con un Master of Laws presso il King’s College London nel 1994, la sua carriera l'ha vista prima presso lo studio De Rienzo e Luzzatto, poi presso Clifford Chance, di cui è stata Partner dal 1998 al 2021, e infine come Partner in Legance, dove attualmente è Of Counsel.
Il 23 aprile 2024 è stata eletta presidente di Tim. La sua specializzazione è nel campo di operazioni di M&A e corporate finance.